# Honeatîci, Mîkolaiiv
Honeatîci (în ucraineană Гонятичі) este localitatea de reședință a comunei Honeatîci din raionul Mîkolaiiv, regiunea Liov, Ucraina.

## Demografie
Componența lingvistică a localității Honeatîci
     Ucraineană (100%)
Conform recensământului din 2001, toată populația localității Honeatîci era vorbitoare de ucraineană (100%).